# Langona bhutanica
Langona bhutanica är en spindelart som beskrevs av Prószynski 1978. Langona bhutanica ingår i släktet Langona och familjen hoppspindlar. Inga underarter finns listade i Catalogue of Life.